# Fisksjötjärnen (Föllinge socken, Jämtland)
Fisksjötjärnen är en sjö i Krokoms kommun i Jämtland och ingår i Indalsälvens huvudavrinningsområde.